# Driestad

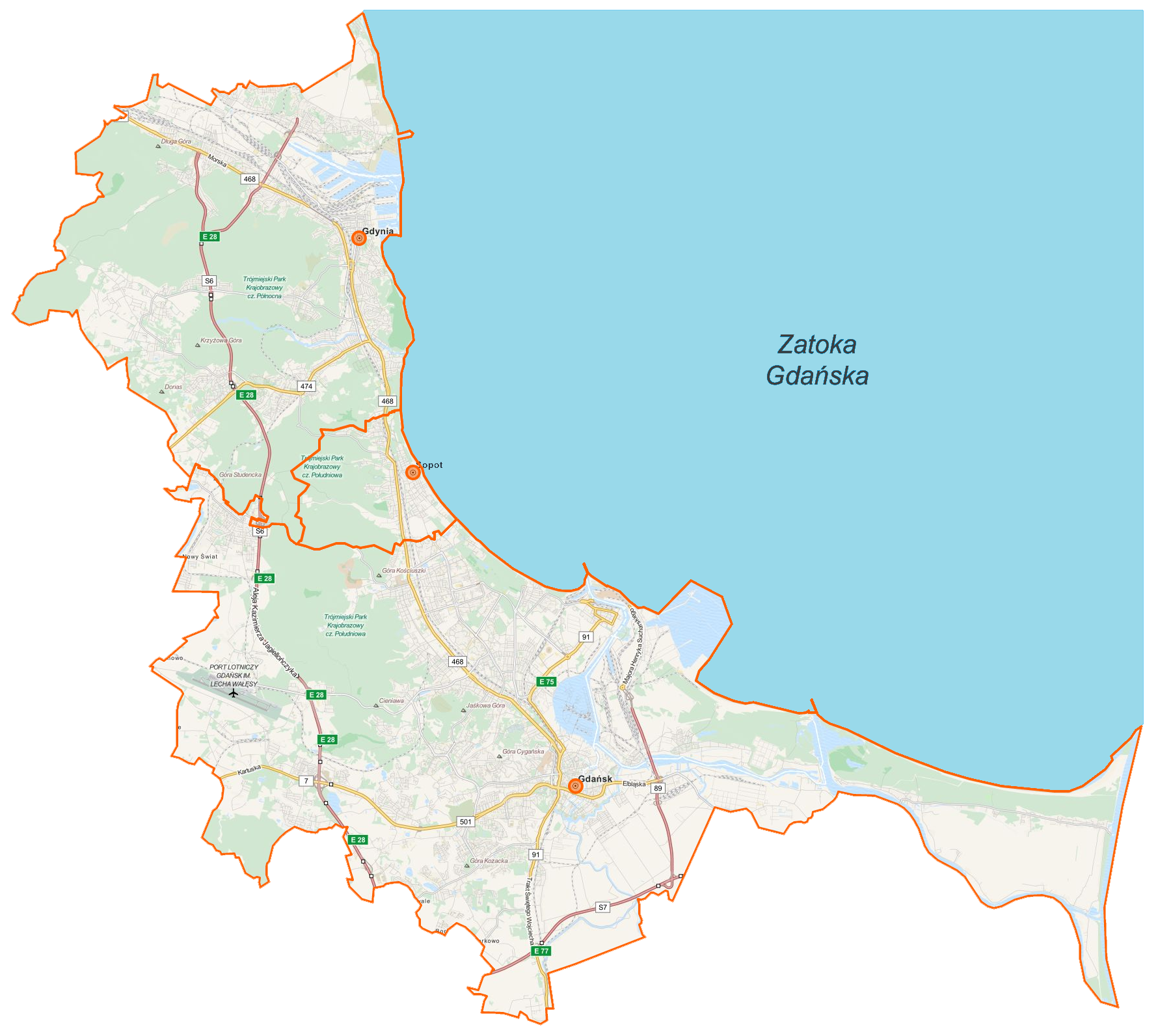
Kaart van het gebied

De naam Driestad (Trójmiasto, uitspraak: [trujˈmʲastɔ], ong. troejmjasto) wordt in Polen gegeven aan de agglomeratie van Gdynia, Sopot en Gdańsk. Er wonen meer dan 1 miljoen mensen in dit gebied.

## Verkeer en vervoer
Het wegverkeer wordt in deze agglomeratie hoofdzakelijk door twee belangrijke verkeersaders afgehandeld. De hoofdweg die door de steden loopt en autosnelweg S6 die op enige afstand ten westen van de steden is gelegen. Met name de hoofdweg door de steden, bestaande uit twee tot vier rijstroken per richting is een filegevoelig, deels veroorzaakt door de vele verkeerslichten. Verder vinden er in deze agglomeratie veel wegafsluitingen plaats, waardoor er elke dag in en in de omgeving van de drie steden  regelmatig files staan. Tussen de drie steden bestaat er ook een spoorwegverbinding.